# Mount Sabine
Mount Sabine är ett berg i Antarktis. Det ligger i Östantarktis. Nya Zeeland gör anspråk på området. Toppen på Mount Sabine är 3 649 meter över havet.
Terrängen runt Mount Sabine är huvudsakligen bergig. Mount Sabine är den högsta punkten i trakten. Trakten är obefolkad. Det finns inga samhällen i närheten.